# Kierzkowo
Kierzkowo (deutsch Kerschkow) ist ein Dorf in der polnischen Woiwodschaft Pommern und gehört zur Landgemeinde Choczewo (Chottschow) im Powiat Wejherowski.

## Geographische Lage
Das Dorf liegt in Hinterpommern, etwa 27 Kilometer nordnordöstlich der Stadt Lębork (Lauenburg in Pommern), zwei Kilometer südwestlich des Kirchdorfs Osieki (Ossecken) und drei Kilometer nordwestlich des Dorfs Choczewo (Chottschow oder Gotendorf). Die Entfernung zur Ostsee im Norden beträgt etwa 6,5 Kilometer. Etwa zwei Kilometer südöstlich  des Dorfs verläuft die Landesstraße Nr. 213 Słupsk – Krokowa (Stolp –  Krockow), die über das östliche Hinterpommern nach Westpreußen führt.

## Geschichte
In älterer Zeit war Kerschkow (früher auch Kerskow)  ein adliges Gut. Im Jahr 1535 wird die Familie Lübtow in Kerschkow genannt.  Lehnbriefe, die ein Viertel des Dorfs Kerschkow betrafen, wurden 1535 von Herzog Barnim  für Peter und Paul, Gevettern die Lubbetowen, 1569 für Jacob, Bartholomäus, Hans und Adrian und von Herzog Johann Friedrich  1569 für Jacob und Adrian erteilt. Gegen Ende des 18. Jahrhunderts besaß die Familie Lübtow im Kreis Lauenburg die Güter Lübtow, Kerschkow, Bichow und Anteile von Zelasen, Groß und Klein   Lüblow und im Kreis Stolp das Gut Bochowke. Vor 1732 wird als Besitzer in Kerschkow   ein Angehöriger der in Hinterpommern alteingesessenen  Familie Jatzkow genannt.  Um 1756 saß der in der Landesregierung von Lauenburg-Bütow tätige Justizbeamte Georg Albrecht von  Sulicki auf Kerschkow. Um 1784 gab es dort ein Vorwerk, zwei Bauern, drei Kossäten, auf der Feldmark des Dorfs eine Gaststätte sowie eine Wassermühle und  insgesamt elf Haushaltungen. Das Vorwerk befand sich um diese Zeit im Besitz von Michael Christian von Lübrow. Auch noch im Jahr 1803  hat die Familie Lübtow in Kerschkow Besitz.
Um 1814 waren  in dem Gutsbezirk zwei Bauernhöfe  und fünf Kossätenhöfe (letzte Kossäten: Jach, Rettke, Franz Wegener und Bogislaff Wegener)  baufällig, verfallen  oder zum Teil von den ehemaligen Besitzern aufgegeben worden;  die sieben Gehöfte wurden deshalb im Februar 1815 vom Patrimonialgericht zu Kerschkow öffentlich zur Versteigerung ausgeschrieben. Der betroffene Bauer Teßmann, der das Schulzenamt innehatte, war vorher verstorben. Der von diesem Gerichtsentscheid betroffene zweite Bauer namens Milczewski   hat später in diesem Zusammenhang gegen die Gutsherrschaft Kerschkow geklagt. Vor 1866 hatte Kerschkow 155 Einwohner.
Im Jahr 1925 hatte die Dorfgemeinde Kerschkow 682 Einwohner, die auf 131 Haushaltungen verteilt waren.
Vor 1945 gehörte Kerschkow zum Landkreis Lauenburg i. Pom. im Regierungsbezirk Köslin der Provinz Pommern. Die 26,2 km² große Gemeindefläche beherbergte insgesamt neun Wohnorte:
- Blachenkaten
- Glashütte
- Julienhof
- Karczemke
- Kerschkow
- Kerschkower Mühle
- Ossecken
- Osseken-Teerofen
- Ziegelei

Gegen Ende des Zweiten Weltkriegs wurde die Region Anfang März 1945 von der Roten Armee erobert und anschließend zusammen mit ganz Hinterpommern unter polnische Verwaltung gestellt. Kerschkow wurde in Kierzkowo umbenannt. Soweit sie nicht zuvor geflohen waren, wurden die deutschen Dorfbewohner in der Folgezeit vertrieben.
Kierzkowo ist heute Teil der Gmina Choczewo im Powiat Wejherowski (Powiat Neustadt in Westpreußen) der Woiwodschaft Pommern (1975–1998 der Woiwodschaft Danzig). Am 31. Dezember 2009 hatte Kierzkowo 220 Einwohner.

### Kirche
Die vor 1945 in Kerschkow lebenden Dorfbewohner waren ganz überwiegend evangelisch. Im Jahr 1925 hatte Kerschkow einen Einwohner katholischer Konfession. Kerschkow war seit den ersten Zeiten der Reformation im Kirchspiel Ossecken eingepfarrt. Das katholische Kirchspiel befand sich in Wierschutzin.